# Jikkyou Powerful Pro Yakyuu 2013
Jikkyō Powerful Pro Yakyū 2013 (実況パワフルプロ野球2013?) es un videojuego de béisbol para PlayStation 3, PlayStation Vita y PlayStation Portable, fue desarrollado y publicado por Konami en 24 de octubre de 2013, exclusivamente en Japón. Es el vigésimo juego de la serie Jikkyō Powerful Pro Yakyū, el terceavo para la consola y el décimo para el Portátil de Sony.
- Datos: Q18418807